# Veľký Rozsutec
De bergpiek Veľký Rozsutec is gelegen in de bergketen Krivánska Malá Fatra in het Slowaakse Nationaal Park Malá Fatra. De Veľký Rozsutec heeft een hoogte van 1.610 meter en is na de Veľký Kriváň en Malý Kriváň de hoogste bergtop van het gebergte Kleine Fatra. De Veľký Rozsutec is geliefd vanwege zijn schoonheid en is een van de meest bezochte bergtoppen van het Nationaal Park Malá Fatra.

## Wandelroutes
De Veľký Rozsutec is het gemakkelijkst te bereiken vanaf de plaats Štefanová (625 m). Vanuit Štefanová leidt een groene wandelroute in oostelijke richting naar de Veľký Rozsutec . Om de top te bereiken moet op de vijfsprong in de bergpas Sedlo Medziholie een afslag in noordelijke richting genomen worden. Dit is de rode wandelroute. Houdt er rekening mee dat de rode wandelroute naar de top van de Veľký Rozsutec tussen 1 maart en 15 juni gesloten is om nestelende vogels te beschermen. De route duurt circa 2 uur en 45 minuten.
De Veľký Rozsutec kan daarnaast ook bereikt worden vanuit het dorp Biely Potok (580 m). Hiervandaan kan de blauwe wandelroute langs de rivier Dierový potok worden genomen richting de bergpas Sedlo Medzirozsutce. De blauwe wandelroute leidt langs drie kloven met watervallen, de Nové Diery, Dolné Diery en Horné Diery. Vanaf Sedlo Medzirozsutce kan de rode wandelroute richting de Veľký Rozsutec genomen worden. De route naar de top duurt circa drie en een half uur.

## Galerij

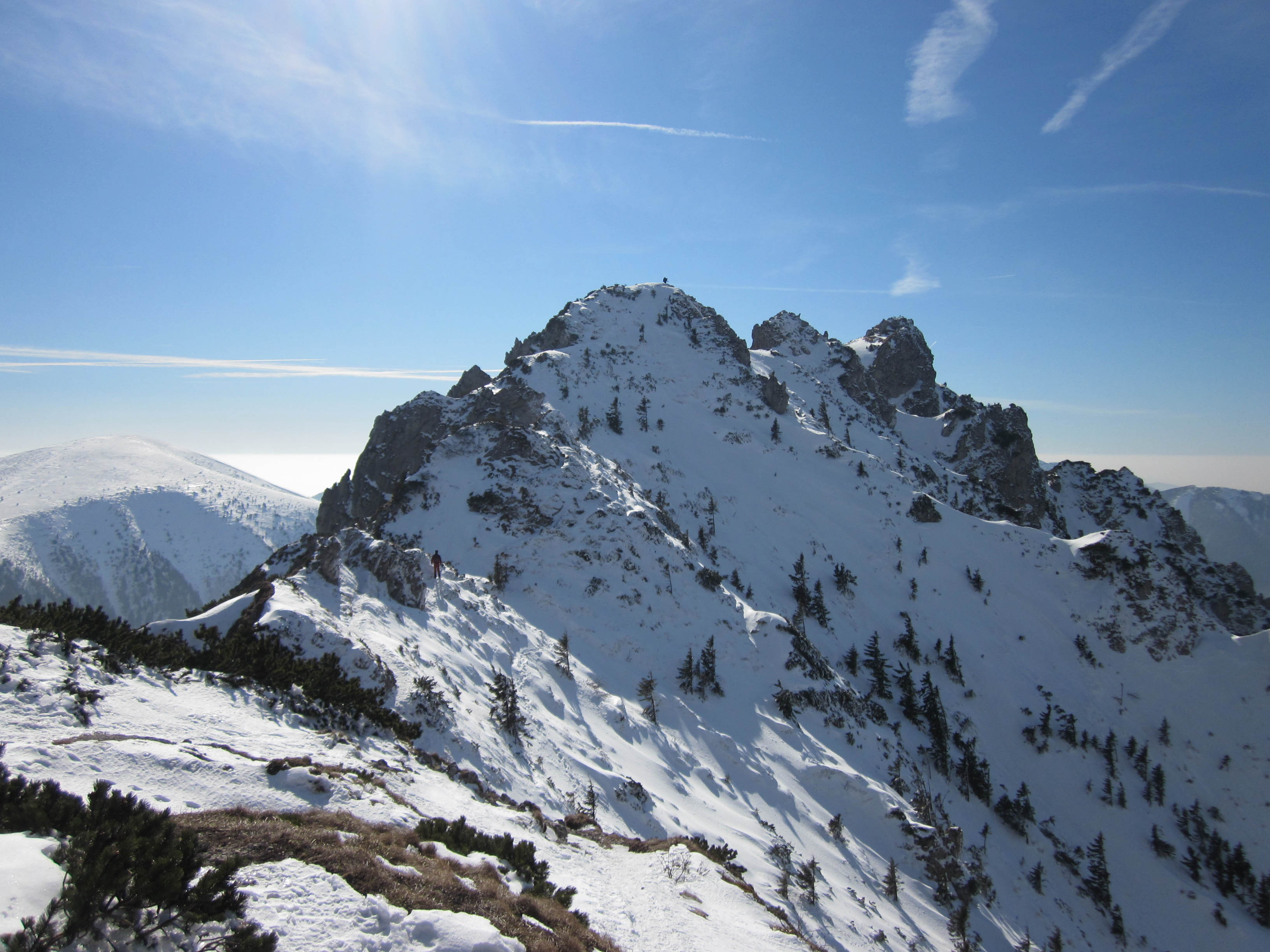
Veľký Rozsutec in maart 2011.
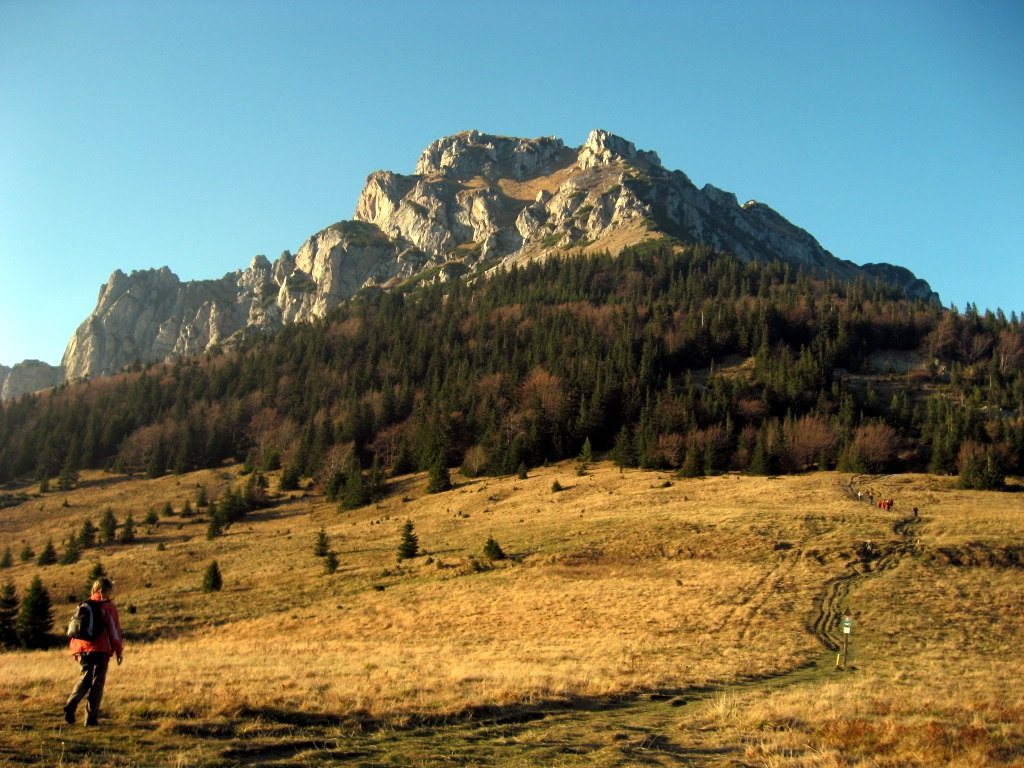
Wandelroute naar de Veľký Rozsutec.
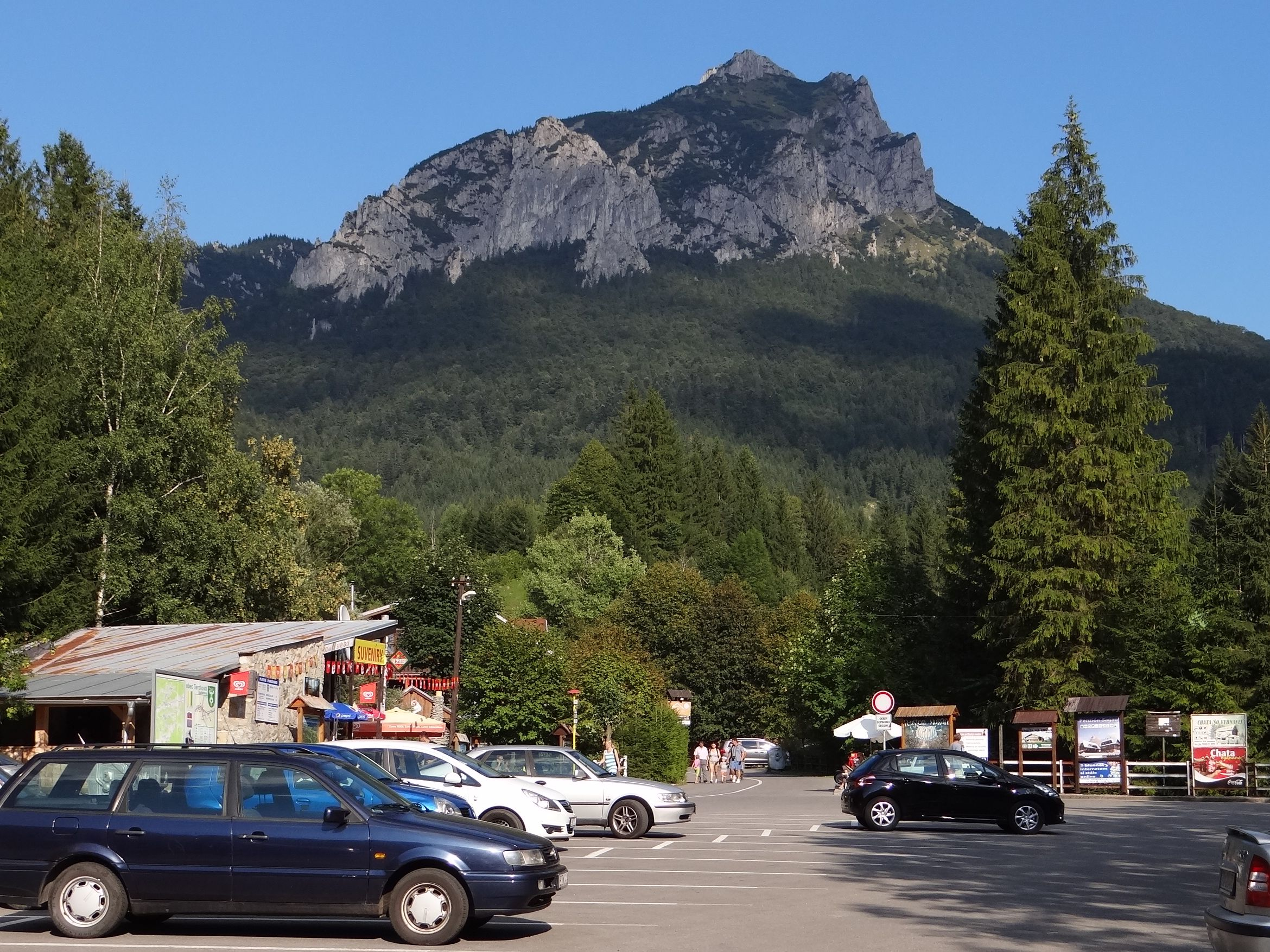
Zicht op de berg vanuit Štefanová.
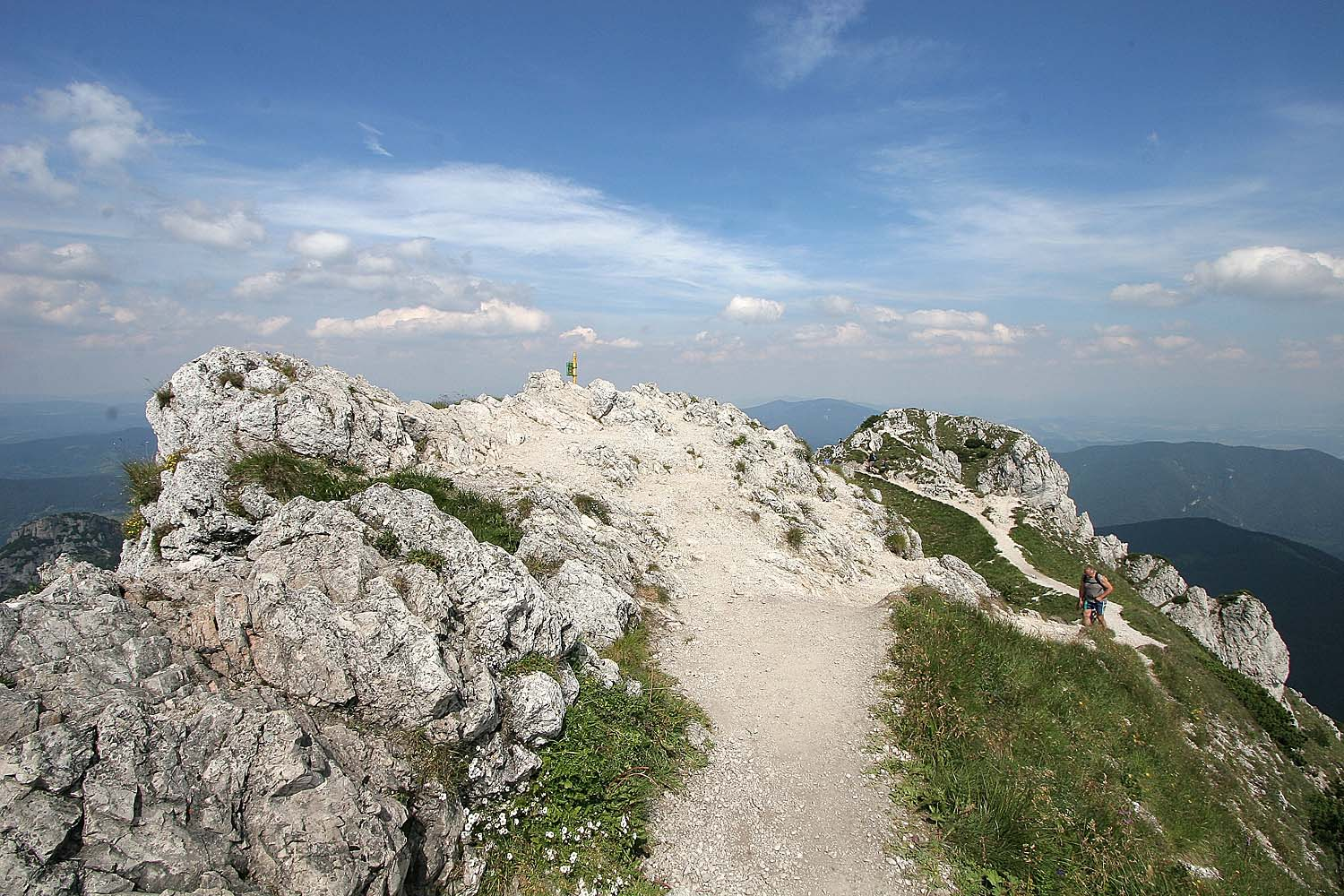
Top van de Veľký Rozsutec.